# 三列沙拐枣
三列沙拐枣（学名：Calligonum trifarium）是蓼科沙拐枣属的植物，为中国的特有植物。分布于中国大陆的新疆等地，生长于海拔520米的地区，常生长在沙丘及沙地，目前尚未由人工引种栽培。